# Шкеди, Элиэзер
Элиэзер Шкеди (ивр. אליעזר שקדי‎; 16 августа 1957, Израиль) — генерал-майор, командующий ВВС Израиля в 2004—2008 годах.

## Биография
Элиэзер Шкеди родился в Израиле. После окончания школы в Кфар-Сава был призван в армию в 1975 году. Добровольно посещает лётную школу и заканчивает её в качестве боевого пилота. Он входит в состав многих армейских подразделений, пока не был переведён на авиабазу (англ. Hatzerim), где работает авиаинструктором. Во время Ливанской войны 1982 года сбил два самолёта.
В середине 1980-х учится в университете имени Бен-Гуриона и заканчивает его с академической степенью, бакалавр по математике и информатике. До середины 1990-х продолжает служить в армии. Потом поступает в США в (англ. Naval Postgraduate School), где изучает управление системами.
В 4 апреля 2004 года был назначен на должность командующего ВВС Израиля, которую занимал до 13 мая 2008 года.